# 2107 Ilmari
A 2107 Ilmari (ideiglenes jelöléssel 1941 VA) a Naprendszer kisbolygóövében található aszteroida. Liisi Oterma fedezte fel 1941. november 12-én.